# Балясников Валерій Федорович
Валерій Федорович Балясников (рос. Валерий Федорович Балясников; * 16 листопада 1943, Москва — † 17 листопада 1999, Москва) — радянський футболіст, згодом працівник КДБ. Воротар, більшість кар'єри провів у «Динамо» (Москва). Майстер спорту СРСР (1968).

## Кар'єра футболіста
Вихованець московського «Динамо». Виступав за команди: «Динамо» (Москва), «Карпати» (Львів), «Спартак» (Кострома), «Крилья Совєтов» (Куйбишев), «Динамо» (Брянськ). Більшість кар'єри був запасним воротарем столичного «Динамо», дублером легендарного воротаря Лева Яшина. За «Динамо» провів 30 матчів (16 сухих), пропустив 18 м'ячів в чемпіонатах, 4 (2-0) -3 в кубках, 1 сухий матч у Кубку володарів кубків, 15 (6-0) -14 решта.

## Робота в КДБ
У 1970-х роках запрошений на роботу до КДБ. Працював у II головному управлінні КДБ (контррозвідка), у 13-му відділі. Відповідав за супровід радянських делегацій, у тому числі спортивних, закордоном та оформлення оперативних працівників для закордонних поїздок. Згодом став начальником 13 відділу. Після розпаду СРСР підтвердив, зокрема, що матч 1981 року між національними збірними Радянського Союзу та Чехословаччини, який завершився нічиєю 1:1, був договірним, оскільки «сборная» тоді вже виконала турнірні завдання, а ЧССР було потрібне щонайменше 1 очко. У 1990—1995 роках працював офіцером безпеки радянського посольства в Аргентині.

## Досягнення
- Чемпіон СРСР — 1963